# Arrhythmus fenestratus
Arrhythmus fenestratus is een keversoort uit de familie van de boktorren (Cerambycidae). De wetenschappelijke naam van de soort werd in 1902 gepubliceerd door Belon.